# Skønhedsplet
En skønhedsplet er en medfødt brunlig plet, der kan sidde alle steder på kroppens hud. Skønhedsplettens størrelse er forskellig.
Hvis en skønhedsplet vokser, skal man henvende sig til sin hudlæge, da det kan være et muligt tegn på hudkræft. Det er det samme som modermærker. [kilde mangler]